# Club alpin italien
Pour les articles homonymes, voir CAI.
Le Club alpin italien (Club Alpino Italiano en italien, CAI) est une association d'alpinistes et de passionnés de montagne qui « a pour but l’alpinisme dans toutes ses manifestations, la connaissance et l’étude des montagnes, surtout de celles italiennes, et la défense de leur environnement naturel », comme le dispose l’article 1 de ses statuts. Fondé le 23 octobre 1863 à Turin, il comptait en 2007 environ 300 000 membres.
Le CAI est membre du club Arc alpin et de l'Union internationale des associations d'alpinisme, fondée en 1932 à Chamonix (France), qui rassemble plus de 88 associations, de 76 pays.

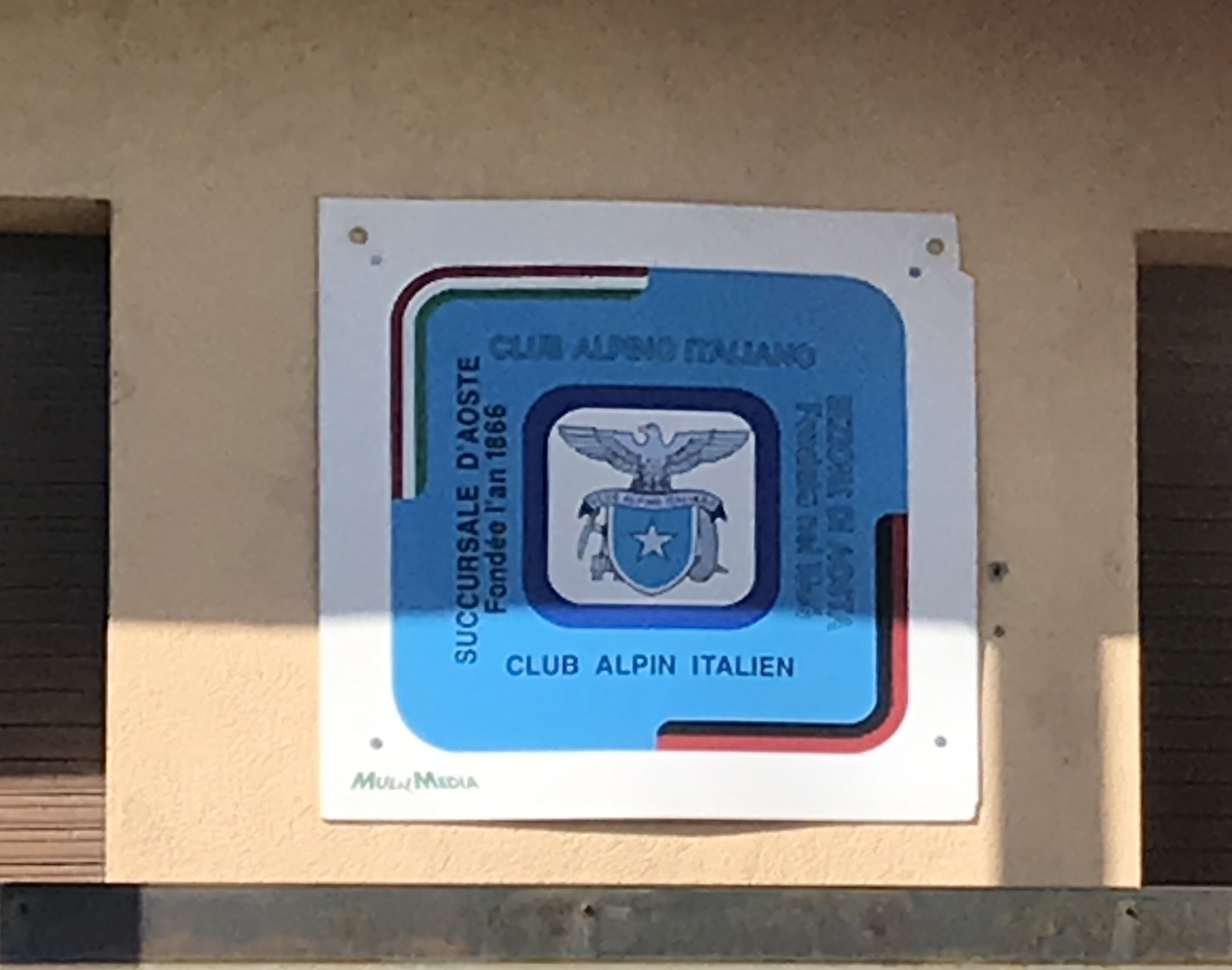
Plaque au siège du CAI d'Aoste.

## Refuges
- Refuge Albert Deffeyes
- Refuge Crête Sèche
- Refuge Elisabetta Soldini Montanaro
- Refuge Frédéric Chabod
- Refuge Ottorino Mezzalama
- Refuge Prarayer
- Refuge Victor-Emmanuel II

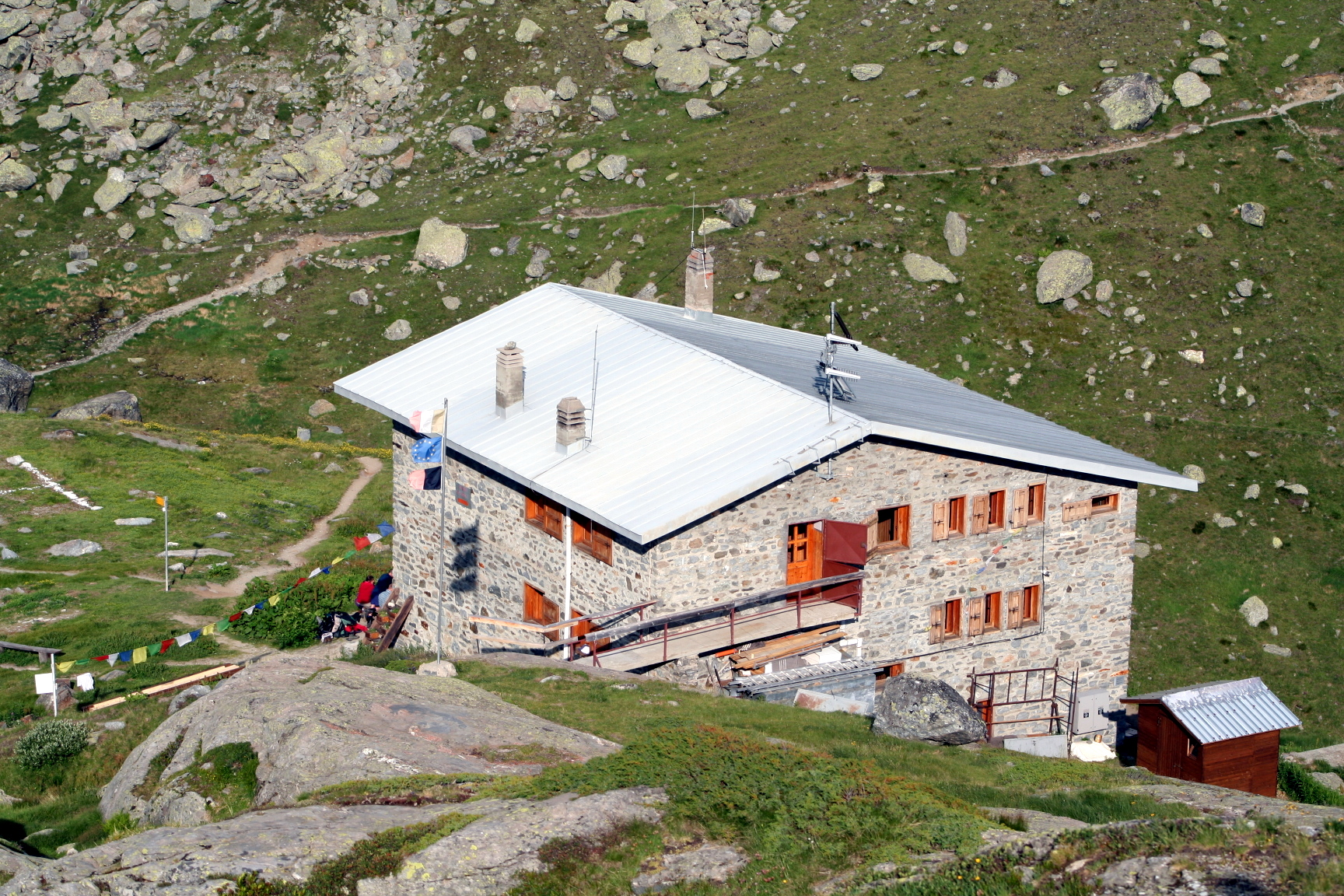
Refuge Albert Deffeyes.
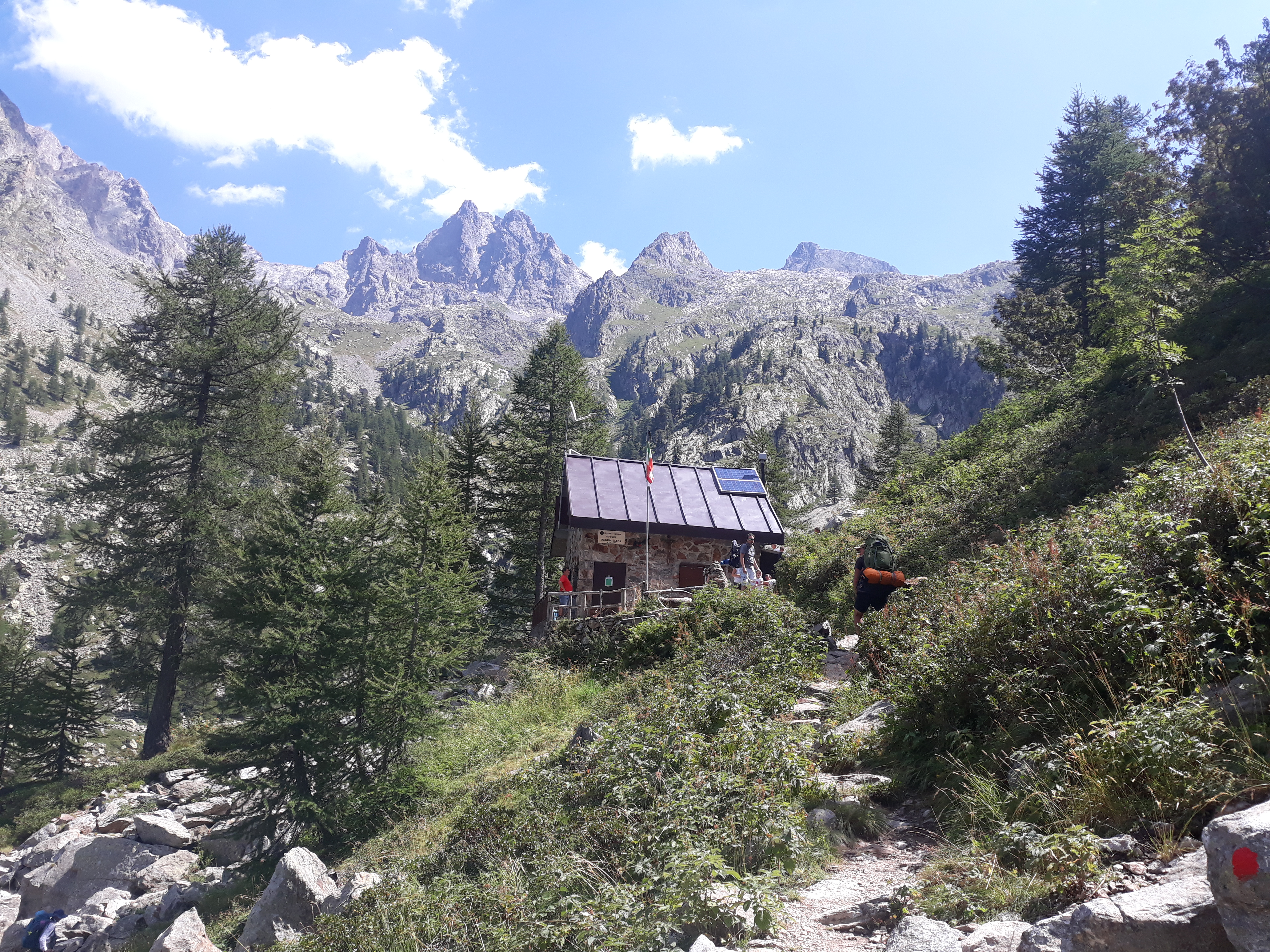
Refuge Regina Elena.
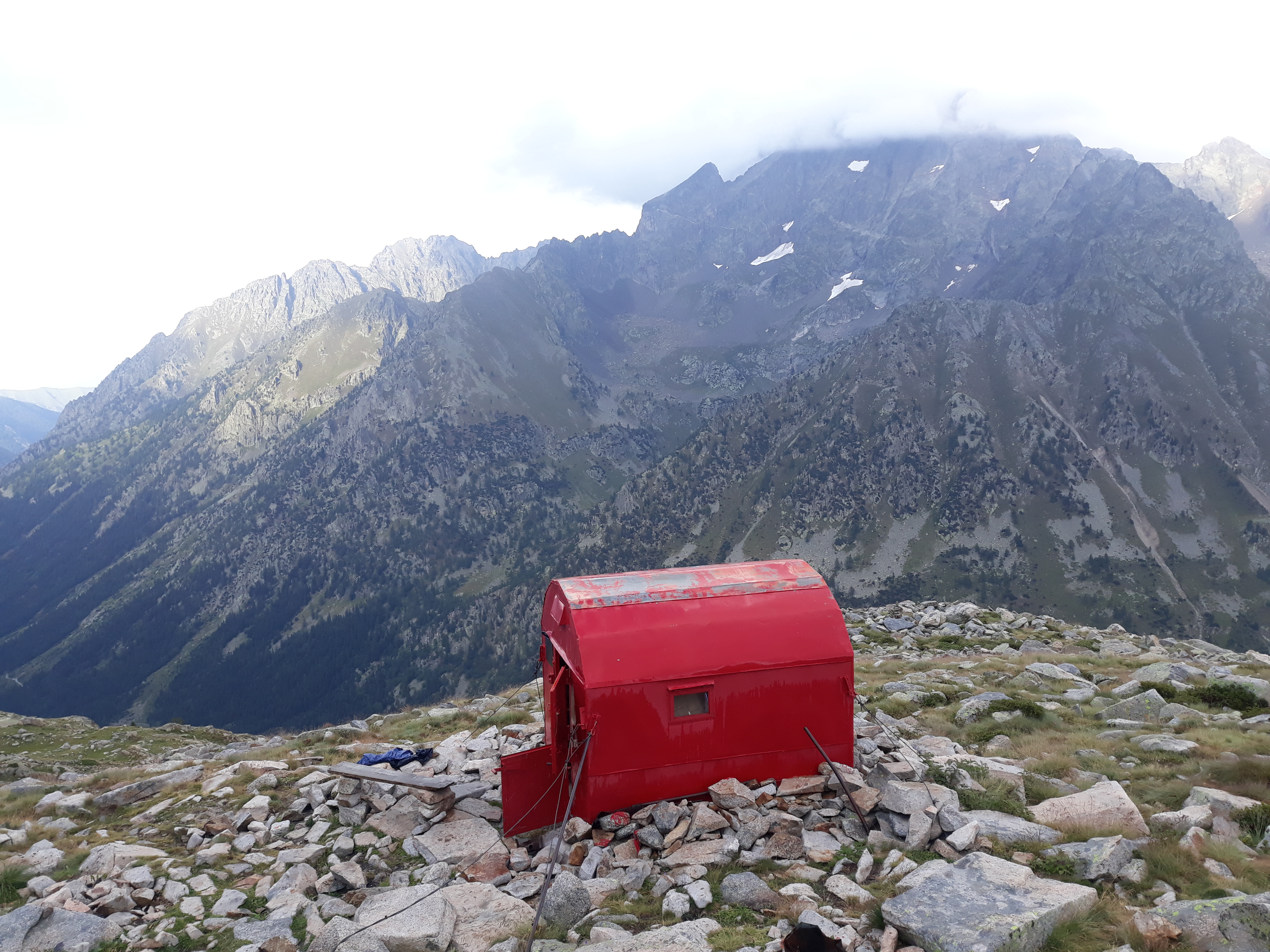
Refuge non-gardé Jacques Guiglia.

## Présidents
La liste suivante indique les présidents depuis 1863 :
- 1863-1864 : Ferdinando Perrone di San Martino
- 1864-1872 : Bartolomeo Gastaldi
- 1874-1875 : Orazio Spanna ;
- 1875-1876 : Giorgio Spezia ;
- 1876-1884 : Quintino Sella ;
- 1884-1890 : Paolo Lioy ;
- 1891-1909 : Antonio Grober ;
- 1910 : Guido Rey ;
- 1910-1916 : Lorenzo Camerano ;
- 1917-1921 : Basilio Calderini ;
- 1922-1929 : Eliseo Porro ;
- 1929-1930 : Augusto Turati ;
- 1930-1943 : Angelo Manaresi ;
- 1946-1947 : Luigi Masini ;
- 1947-1955 : Bartolomeo Figari ;
- 1955-1959 : Giovanni Ardenti Morini ;
- 1959-1964 : Virginio Bertinelli ;
- 1965-1970 : René Chabod ;
- 1971-1980 : Giovanni Spagnolli ;
- 1980-1986 : Giacomo Priotto ;
- 1986-1992 : Leonardo Bramanti ;
- 1992-1998 : Roberto De Martin ;
- 1998-2004 : Gabriele Bianchi ;
- 2004-2010 : Annibale Salsa ;
- 2010-2016 : Umberto Martini ;
- 2016-2022 : Vincenzo Torti ;
- 2022- : Antonio Montani.